# Edifici d'habitatges al carrer de la Riera, 20 (Vic)
L'Edifici d'habitatges al carrer de la Riera, 20 és una obra eclèctica de Vic (Osona) protegida com a Bé Cultural d'Interès Local.

## Descripció
Edifici entre mitgeres, de planta baixa, tres pisos superiors i golfes. A la planta baixa està tractada com a basament amb un encoixinat corregut, amb un portal d'arc de mig punt central i dos d'arc pla als laterals. Les obertures dels pisos superiors s'organitzen en tres eixos verticals amb balcons voltats i baranes de ferro forjat. En el primer pis, la balconada agafa les tres obertures, mentre que les altres superiors estan individualitzats i de menys volada que el primer.